# Culverhay Castle

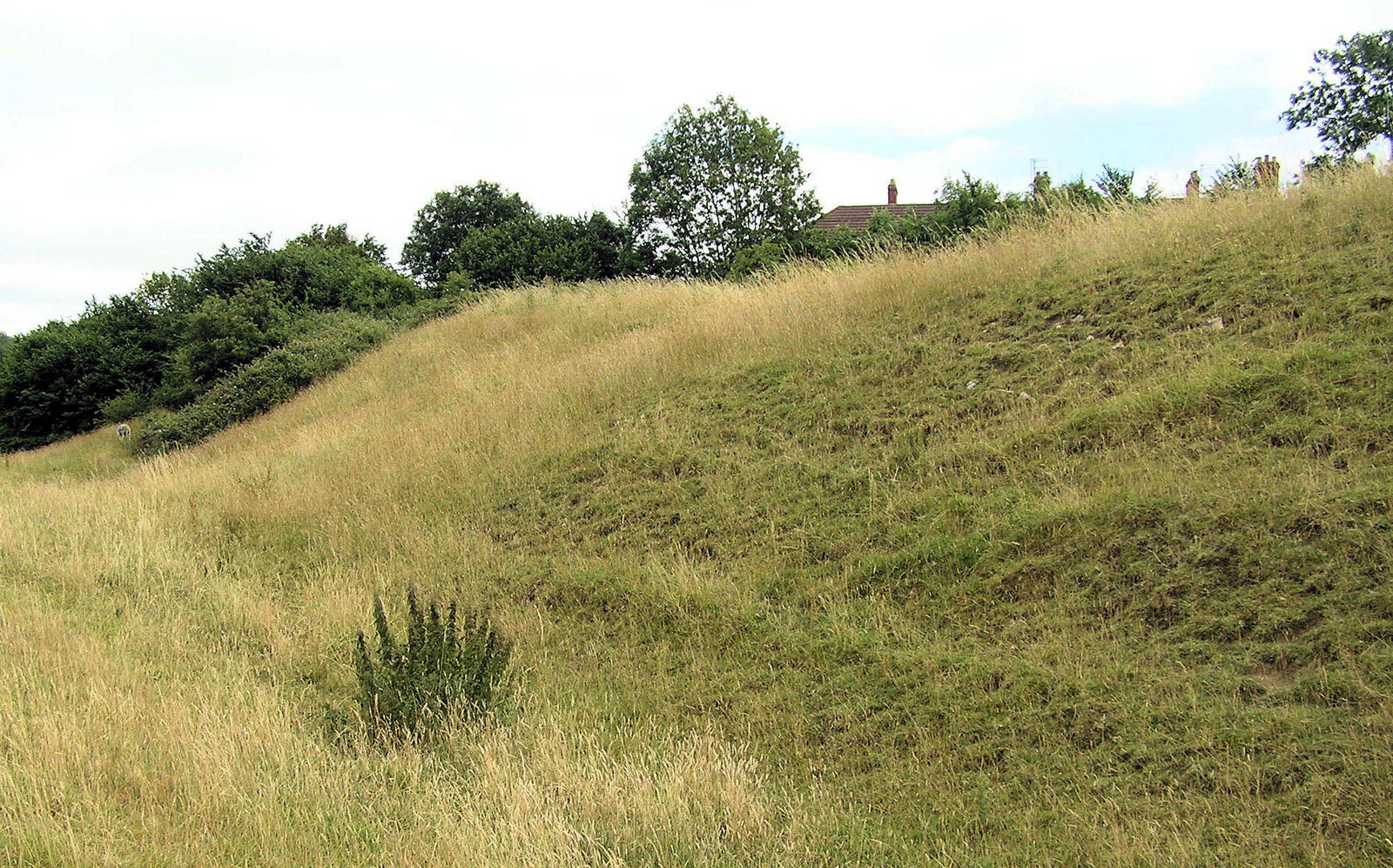
Erdwerke von Culverhay Castle

Culverhay Castle, auch Englishcombe Castle, ist eine abgegangene Burg im Dorf Englishcombe in der englischen Grafschaft Bath and North East Somerset.

## Details
Culverhay Castle entstand als Ringwerk im Dorf Englishcombe. Graben und Erdwall des Ringwerkes, ersterer bis zu 1,5 Meter tief, liegen östlich der Pfarrkirche. In der ersten Hälfte des 13. Jahrhunderts wurden der Burg ein runder Donjon aus Stein und eine niedere Kurtine hinzugefügt, zusammen mit ein oder zwei weiteren Gebäuden innerhalb des Ringwerks. Ein Rehpark wurde vermutlich ebenfalls um die Burg angelegt.
Die Schätzungen über den Bauzeitraum der ursprünglichen Anlage erstrecken sich vom Ende des 11. Jahrhunderts bis zum Beginn des 13. Jahrhunderts.
1938 wurden auf dem Burggelände Ausgrabungen von Nigel Pounds durchgeführt, heute ist die Anlage ein Scheduled Monument.